# Glasträger (Schwarzwaldglas)

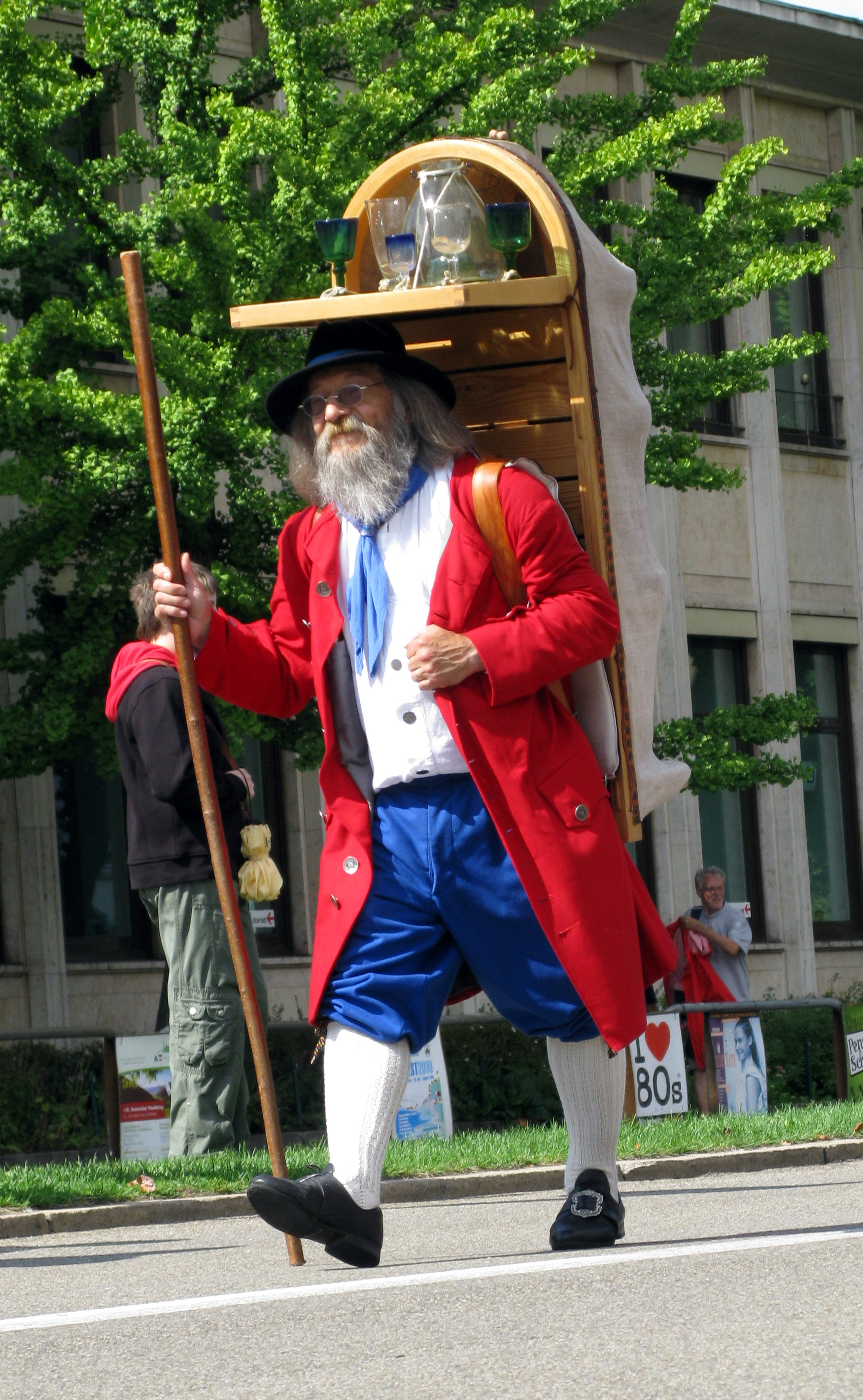
Glasträger bei einem Festumzug in Freiburg

Glasträger ist die Bezeichnung für einen Händler, der Schwarzwaldglas auf Rückentragen oder Hutten in zum Teil weit entfernte Gebiete trug. Glasträger gab es auch in anderen glasproduzierenden Gegenden, man benannte sie dort je nach Dialekt anders: Kraxenträger, Reffträger oder Kiepenkerl.

## Geschichte
Die im 12. Jahrhundert im Schwarzwald aufkommenden Glashütten waren oft weit abgelegen und so war es notwendig, die Glaswaren in die Städte und auf die Märkte zu transportieren. Am einfachsten und effektivsten war dies durch Lastenträger möglich. Das Glas war ursprünglich extrem dünn im Gegensatz zu heutigem Glas, so dass es leichter zerbrach. Kaufleute kauften das Glas je nach Bedarf in den Zentren von den Glashütten oder bestellten es. Die Glasträger trugen es dann aus. Oft handelten Glasträger auch auf eigene Rechnung, waren also selbständig.
Für den lokalen Handel oder den Ausschuss waren Hausierer oder Grämpler (Krempel) für den Vertrieb zuständig.
Große Bekanntheit vor allem durch die Werbung der 1950er und 1960er Jahre erlangten dagegen die Uhrenträger des Schwarzwalds.